# Taylor Twellman
Taylor Twellman (* 29. února 1980) je bývalý americký fotbalový útočník. Většinu svojí kariéry odehrál v Major League Soccer v týmu New England Revolution. Po konci kariéry působí jako analytik pro ESPN.

## Klubová kariéra
Twellman hrál sezonu za tým Maryland Terrapins při Marylandské univerzitě. V roce 2000 podepsal smlouvu s bundesligovým TSV 1860 München. Dvě sezony odehrál za rezervní tým ve třetí a čtvrté lize, za první tým si nikdy nezahrál. V draftu 2002 byl na druhém místě vybrán celkem New England Revolution. Ve své první sezoně se stal jedním z nejlepších hráčů soutěže, vstřelil 23 gólů a byl jmenován do nejlepší XI ligy. V sezoně 2003 se i navzdory zraněním umístil na děleném prvním místě v tabulce střelců (s Carlosem Ruizem). Sezona 2004 se mu příliš nezdařila, vstřelil 9 gólů, sezona 2005 byla ale jeho životní. V základní části vstřelil 17 gólů, získal cenu pro nejlepšího střelce ligy a stal se i vítězem ceny pro nejlepšího hráče celé ligy. V roce 2007 vyhrál s Revs svůj první pohár, US Open Cup. Dne 30. srpna 2008 po srážce s brankářem Los Angeles Galaxy Croninem utrpěl otřes mozku. Kvůli přetrvávajícím potížím ze srážky odehrál v roce 2009 pouhá dvě utkání. Twellman se chtěl vrátit do hry v roce 2010, 24. června byl ale umístěn na listinu dlouhodobě zraněných hráčů a na konci roku svoji hráčskou kariéru ukončil.